# Dwars door Drenthe
Dwars door Drenthe was een eendaagse wielerwedstrijd die van 2010 tot 2015 werd verreden in de Nederlandse provincie Drenthe, daags na de Ronde van Drenthe. In 2011 was de wedstrijd onderdeel van de Ronde van Drenthe die daarmee een tweedaagse etappekoers werd in de categorie 2.1. Dwars door Drenthe was de eerste etappe. 
Sinds 2012 werd de wedstrijd weer apart verreden. Hij viel opnieuw onder de UCI Europe Tour in de categorie 1.1. 

## Lijst van winnaars
(*) In 2011 werd de ronde verreden als tweedaagse etappekoers.

### Overwinningen per land
| Overwinningen | Land      |
| ------------- | --------- |
| 3             | Italië    |
| 2             | Nederland |

2010 · 2011 · 2012 · 2013 · 2014 · 2015